# Сетон (кантон)
Сетон (фр. Ceton) — кантон во Франции, находится в регионе Нормандия, департамент Орн. Входит в состав округа Мортань-о-Перш.

## История
Кантон образован в результате реформы 2015 года. В его состав были включены все коммуны упраздненных кантонов Беллем и Тей, а также отдельные коммуны упраздненного кантон Перваншер.
С 1 января 2016 года состав кантона изменился. Коммуны Жеманж, Л'Эрмитьер, Ла-Руж, Ле-Тей, Маль и Сент-Эньян-сюр-Эр образовали новую коммуну Валь-о-Перш.
С 1 января 2017 года состав кантона вновь изменился. Коммуны Ла-Перрьер, Ле-Ге-де-ла-Шен, Ориньи-ле-Бютен, Сент-Уан-де-ла-Кур, Сериньи и Эперре образовали новую коммуну Бельфоре-ан-Перш.

## Состав кантона с 1 января 2017 года
В состав кантона входят коммуны (население по данным Национального института статистики за 2018 г.):
- Аппене-су-Беллем (280 чел.)
- Беллем (1 456 чел.)
- Беллу-ле-Тришар (211 чел.)
- Бельфоре-ан-Перш (1 621 чел.)
- Валь-о-Перш (3 526 чел.)
- Вонуаз (101 чел.)
- Дам-Мари (141 чел.)
- Иже (614 чел.)
- Ла-Шапель-Суэф (250 чел.)
- Ориньи-ле-Ру (265 чел.)
- Пувре (105 чел.)
- Сен-Жермен-де-ла-Кудр (779 чел.)
- Сен-Мартен-дю-Вьё-Беллем (570 чел.)
- Сен-Фюльжан-дез-Орм (160 чел.)
- Сент-Илер-сюр-Эр (532 чел.)
- Сетон (1 778 чел.)
- Сюре (278 чел.)
- Шемийи (193 чел.)

## Политика
На президентских выборах 2022 г. жители кантона отдали в 1-м туре Марин Ле Пен 33,1 % голосов против 27,6 % у Эмманюэля Макрона и 14,3 % у Жана-Люка Меланшона; во 2-м туре в кантоне победила Ле Пен, получившая 50,5 % голосов. (2017 год. 1 тур: Марин Ле Пен – 27,7 %, Франсуа Фийон – 27,2 %, Эмманюэль Макрон – 17,7 %, Жан-Люк Меланшон – 13,9 %; 2 тур: Макрон – 54,2 %. 2012 год. 1 тур: Николя Саркози — 30,9 %, Марин Ле Пен — 23,0 %, Франсуа Олланд — 20,5 %; 2 тур: Саркози — 55,7 %).
С 2015 года кантон в Совете департамента Орн представляют бывший мэр коммуны Сен-Жермен-де-ла-Кудр Анник Брюно (Anick Bruneau) и бывший мэр коммуны Беллем, сенатор Венсан Сегуен (Vincent Ségouin) (оба ― Республиканцы).
|                | Кандидаты                      | Партия                   | Первый тур | Первый тур     | Второй тур | Второй тур |
| Кол-во голосов | Кандидаты                      | Партия                   | % голосов  | Кол-во голосов | % голосов  |            |
| -------------- | ------------------------------ | ------------------------ | ---------- | -------------- | ---------- | ---------- |
|                | Анник Брюно Венсан Сегуен      | Республиканцы            | 1 521      | 48,94          | 1 807      | 62,18      |
|                | Венсан Леруа Амаль эль-Халеди  | Разные центристы         | 910        | 29,28          | 1 099      | 37,82      |
|                | Мишель Бонавентюр Родриг Сёрон | Национальное объединение | 677        | 21,78          |            |            |

|                | Кандидаты                                | Партия             | Первый тур | Первый тур     | Второй тур | Второй тур |
| Кол-во голосов | Кандидаты                                | Партия             | % голосов  | Кол-во голосов | % голосов  |            |
| -------------- | ---------------------------------------- | ------------------ | ---------- | -------------- | ---------- | ---------- |
|                | Анник Брюно Венсан Сегуен                | Правый блок        | 1 940      | 38,39          | 2 303      | 42,19      |
|                | Жан-Франсуа де Кафарелли Изабель Тьеблен | Разные правые      | 1 575      | 31,17          | 1 594      | 29,20      |
|                | Мирей Гойе Фредерик Рюби                 | Национальный фронт | 1 538      | 30,44          | 1 561      | 28,60      |